# Arroyo (Porto Rico)

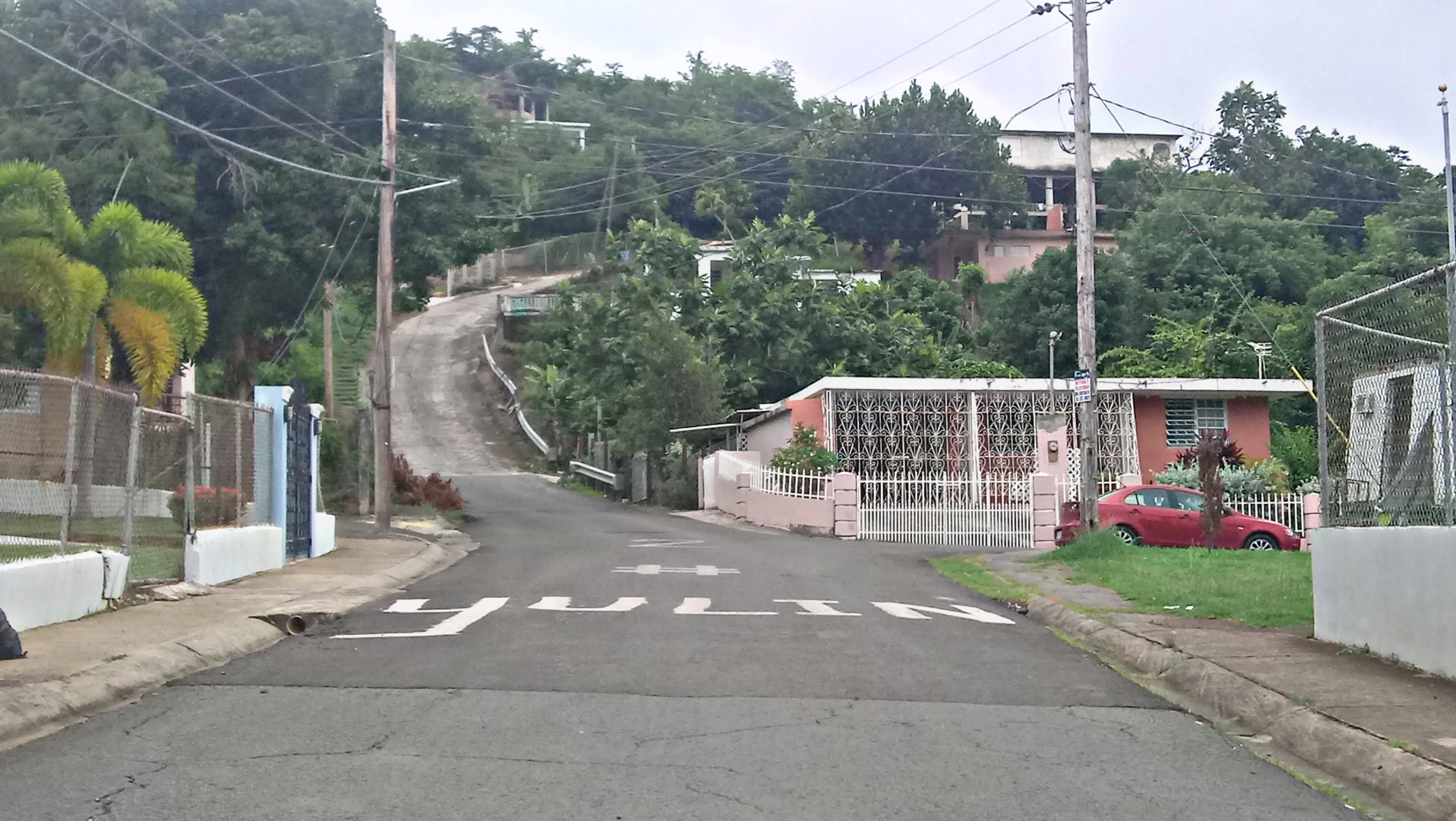

Pour les articles homonymes, voir Arroyo.
La municipalité d'Arroyo, sur l'île de Porto Rico (Code International : PR.AR) couvre une superficie de 39 km² et regroupe 15 843 habitants en 2020.